# Nihoafink
Nihoafink (Telespiza ultima) är en akut utrotningshotad fågel i familjen finkar som enbart förekommer på en enda ö i Hawaiiöarna.

## Utseende och läten
Nihoafinken är en medelstor (17 cm) fink. Hanen har gult på huvud och bröst, blågrå rygg med gulaktig anstrykning på des mitt, gulvit undersida samt mörka vingar och stjärt med gulkantade fjädrar. Honan och ungfågeln är gula med kraftig mörkbrun streckning på huvud, bröst och rygg. Sången beskrivs som komplex, livlig och något kanariefågelliknande, medan lätet är ett ljudligt "chirp".

## Utbredning och systematik
Fågeln förekommer enbart på Nihoa Island i nordvästra Hawaiiöarna. Arten tillhör en grupp med fåglar som kallas hawaiifinkar. Länge behandlades de som en egen familj. Genetiska studier visar dock att de trots ibland mycket avvikande utseende är en del av familjen finkar, närmast släkt med rosenfinkarna. Arternas ibland avvikande morfologi är en anpassning till olika ekologiska nischer i Hawaiiöarna, där andra småfåglar i stort sett saknas helt.

## Status
Internationella naturvårdsunionen IUCN kategoriserar arten som akut hotad. Utbredningsområdet är mycket litet och begränsat till en enda, mycket liten ö. Den är därför mycket sårbar för yttre hot som orkaner eller påverkan från invasiva predatorer, växter, insekter och sjukdomar. Beståndet uppskattas till mellan 2400 och 3600 vuxna individer, men varierar mycket i antal.